# Habenaria filifera
Habenaria filifera är en orkidéart som beskrevs av Sereno Watson. Habenaria filifera ingår i släktet Habenaria och familjen orkidéer. Inga underarter finns listade i Catalogue of Life.